# T.N.T. (альбом)
T.N.T. (сокр. от англ. trinitrotoluene — тринитротолуол) — второй студийный альбом австралийской хард-рок-группы AC/DC с участием Бона Скотта, выпущенный в 1975 году в Австралии на лейбле Albert Productions.

## Об альбоме
Диск официально издавался только на территории Австралии, однако впоследствии 7 из 9 его треков (кроме «Rocker» и «School Days») вошли в международную версию альбома High Voltage. Песня «Rocker», в сокращённом варианте (2:51), вошла в международную версию альбома Dirty Deeds Done Dirt Cheap. Кавер-версия песни Чака Берри «School Days» долгое время оставалась неизданной для международной аудитории, пока в 1997 году не вошла в сборник Bonfire.
Песни «High Voltage», «It’s a Long Way to the Top (If You Wanna Rock ’n’ Roll)» и «T.N.T.» вышли синглами (последняя — только в Австралии). «High Voltage» в 1980 году поднялась до 48-го места в британском чарте. На песню «It’s a Long Way to the Top (If You Wanna Rock ’n’ Roll)» было снято видео (режиссёр Пол Дрэйн, оператор Дэвид Олни). Существуют две другие версии видео.
Песня «Can I Sit Next to You Girl» была записана ещё в 1974 году, с первым вокалистом группы Дэйвом Эвансом и была выпущена как дебютный сингл группы, однако для альбома она была перезаписана с вокалом Бона Скотта.
После террористических актов 11 сентября 2001 года трек «T.N.T.» был включён в список потенциально опасных песен, не рекомендованных к трансляции по радио в США.

## Список композиций
Слова и музыка всех песен — написаны Ангусом Янгом, Малькольмом Янгом и Боном Скоттом, если не указано иное.
| №  | Название                                                  | Длительность |
| -- | --------------------------------------------------------- | ------------ |
| 1. | «It’s a Long Way to the Top (If You Wanna Rock ’n’ Roll)» | 5:15         |
| 2. | «Rock ’n’ Roll Singer»                                    | 5:04         |
| 3. | «The Jack»                                                | 5:52         |
| 4. | «Live Wire»                                               | 5:49         |

| №                   | Название                     | Автор(ы)                 | Длительность |
| ------------------- | ---------------------------- | ------------------------ | ------------ |
| 5.                  | «T.N.T.»                     |                          | 3:34         |
| 6.                  | «Rocker»                     |                          | 2:55         |
| 7.                  | «Can I Sit Next to You Girl» | Малькольм Янг, Ангус Янг | 4:12         |
| 8.                  | «High Voltage»               |                          | 4:22         |
| 9.                  | «School Days»                | Чак Берри                | 5:23         |
| Общая длительность: | Общая длительность:          | Общая длительность:      | 41:55        |

## Участники записи
Приведены по сведениям базы данных Discogs и по книге Мартина Попоффа AC/DC: Album by Album
AC/DC:
- Бон Скотт — вокал, волынка (в «It’s a Long Way to the Top (If You Wanna Rock 'n' Roll)»)
- Ангус Янг — гитара
- Малькольм Янг — ритм-гитара, бэк-вокал
- Марк Эванс — бас-гитара, бэк-вокал
- Фил Радд — ударные (во всех песнях, кроме «High Voltage»)

| Приглашённые музыканты: - Джордж Янг — бас-гитара (в «High Voltage» и «School Days») - Тони Курренти — ударные (в «High Voltage») | Технический персонал: - Джордж Янг — продюсер - Гарри Ванда — продюсер, бэк-вокал - Ричард Форд — обложка |

## Позиции в хит-парадах
Еженедельные чарты:
| Год       | Чарт                                      | Высшая позиция | Пребывание в чарте |
| --------- | ----------------------------------------- | -------------- | ------------------ |
| 1975—1976 | Австралия (Kent Music Report)             | 2              | нет данных         |
|           |                                           |                |                    |
| 1981—1982 | Новая Зеландия (New Zealand Albums Chart) | 35             | 5 недель           |
|           |                                           |                |                    |
| 2008      | Австралия (Australian Albums Chart)       | 20             | 4 недели           |

Годовые чарты:
| Чарт (1976)                   | Позиция |
| ----------------------------- | ------- |
| Австралия (Kent Music Report) | 15      |

## Сертификации и уровни продаж
| Регион | Сертификация       | Продажи  |
| --- | ------------------ | -------- |
| Австралия (ARIA) | 9× Платиновый      | 630 000^ |
| Мексика (AMPROFON) | Платиновый+Золотой | 90 000   |
| ^ Данные о тиражах приведены только на основе сертификации. · Данные о продажах + прослушиваниях приведены только на основе сертификации. |                    |          |